# Жепінек (Свентокшиське воєводство)
Жепінек (пол. Rzepinek) — село в Польщі, у гміні Павлув Стараховицького повіту Свентокшиського воєводства.
Населення — 142 особи (2011).
У 1975-1998 роках село належало до Келецького воєводства.

## Демографія
Демографічна структура на день 31 березня 2011 року:
|          | Загалом | Допрацездатний вік | Працездатний вік | Постпрацездатний вік |
| -------- | ------- | ------------------ | ---------------- | -------------------- |
| Чоловіки | 72      | 17                 | 47               | 8                    |
| Жінки    | 70      | 19                 | 36               | 15                   |
| Разом    | 142     | 36                 | 83               | 23                   |